# 堀口恭司
堀口 恭司（ほりぐち きょうじ、1990年10月12日 - ）は、日本の男性総合格闘家、空手家。群馬県高崎市出身。アメリカン・トップチーム所属。元修斗世界バンタム級王者。初代RIZINフライ級王者。初代・第4代RIZINバンタム級王者。第7代Bellator世界バンタム級王者。RIZIN WORLD GRAND-PRIX 2017 バンタム級トーナメント優勝。RIZIN史上初の2階級制覇王者。
アメリカの総合格闘技団体「UFC」在籍時の2015年にUFCフライ級ランキング3位となり、タイトルマッチも経験。その後、契約を更新せずアメリカではなく日本を盛り上げるためにRIZINに移籍。また、兄・堀口健太が代表を務める群馬の格闘技団体『 TOP BRIGHTS（トップブライツ）』　のエグゼクティブプロデューサーも務めている。
妻はタレント・女優の川村那月。

## 来歴
父親の影響で5歳から伝統派空手を始め、プロ格闘家になった現在でも続けている。その後、栃木県にある作新学院高等学校へ進み、高校の時にPRIDE、K-1などを見て、総合格闘家 山本"KID"徳郁に憧れ、高校卒業と同時に山本徳郁のジム『KRAZY BEE』に入門し、内弟子となる。
この頃には、「総合格闘家が最強」という認識をすでに持っていったため、最強を目指して総合格闘家になることを決意した。
2009年
12月20日、第6回東日本アマチュア修斗フェザー級（-60 kg）オープントーナメントに出場、優勝を果たしプロへ昇格した。
2010年
5月9日、プロデビュー戦となった修斗フェザー級（-60 kg）新人王決定トーナメント2回戦（1回戦はシード）で川名蘭輝と対戦し、3-0の判定勝ちを収めた。
12月18日、修斗フェザー級新人王決定トーナメント決勝で赤尾セイジと対戦し、スタンドパンチによるKO勝ちを収め、2010年度の修斗フェザー級新人王とMVPを受賞した。
2011年
9月23日、修斗で直撃我聞と対戦し、右ストレートでダウンを奪ったところにパウンドで追撃しKO勝ち。デビュー以来6連勝および5戦連続KO勝ちとなった。
2012年
1月8日、修斗で元王者上田将勝と対戦し、寝技や組技への対応も見せるも0-2の判定負け。プロ7戦目での初黒星となった。
7月16日、修斗で井上学と対戦。1、2Rは打撃で優勢に立ち、3Rは井上の寝技の前に劣勢になるも、判定勝ち。
12月24日、VTJ 1stでTPFバンタム級王者のイアン・ラブランドと対戦し、判定勝ち。
2013年
3月16日、修斗世界フェザー級（-60 kg）タイトルマッチで王者の扇久保博正に挑戦し、寝技が得意な扇久保相手に2Rにスリーパーホールドを極めて一本勝ちを収め王座獲得に成功した。試合後には「修斗は踏み台。もっと上の舞台でやりたい。やっぱりUFCに出たいですね」とUFC参戦を希望した。
6月22日、VTJ 2ndでバンタム級キング・オブ・パンクラシストの石渡伸太郎と対戦。接戦を制して5RKO勝ち。

### UFC
9月14日、UFCが堀口の参戦を正式発表。
10月19日、UFC初戦となったUFC 166でダスティン・ペイグと対戦し、2RTKO勝ち。
2014年
2月1日、UFC 169でクリス・カリアソと対戦予定であったが、自身の負傷により欠場。
5月10日、階級をフライ級に落としたUFC Fight Night: Brown vs. Silvaでフライ級ランキング15位のダレル・モンタギューと対戦し、判定勝ち。
9月20日、日本で開催されたUFC Fight Night: Hunt vs. Nelsonでジョン・デロス・レイエスと対戦し、1RTKO勝ち。
2015年
1月3日、UFC 182にてルイス・ゴーディノと対戦し判定勝ち。UFC4連勝を飾った。
4月25日、UFC 186で行われたUFC世界フライ級タイトルマッチで王者デメトリアス・ジョンソンに挑戦し、5R終了1秒前に腕ひしぎ十字固めで自身初の一本負けを喫し、王座獲得に失敗した。
9月27日、UFC Fight Night: Barnett vs. Nelsonでフライ級ランキング13位のチコ・ケイマスと対戦し、判定勝利。
10月20日、修斗世界フェザー級（-60 kg）王座を返上。
2016年
1月11日、練習環境を考慮した結果KRAZY BEEからアメリカの名門ジム、アメリカン・トップチームに移籍。
11月19日、UFC Fight Night: Mousasi vs. Hall 2でフライ級ランキング8位のアリ・バガウティノフと対戦し、判定勝ち。この試合を最後にUFCとの契約を更新せず、離脱した。

### RIZIN
2017年
2月20日、RIZINと契約。堀口は「日本を盛り上げるために帰ってきました」と話した。UFC離脱の理由については、「試合を組んでもらえないことが一番の理由。いつ試合があるか分からないのを待っているのがもどかしかったです」「最強を決めると言いながら、人気がなければ試合を組まず使わない。やっぱりビジネスなんだな」とUFCへの不満を吐露。UFC王座に未練はないのかという質問には、「無いですね」と答えた。また、堀口のマネージャー石井は、UFCと交渉の際に、ランキング3位の堀口のファイトマネーがUFCの同階級のランカー達と比べると明らかに少なかったことから堀口と共に、同ランクの選手に近いファイトマネーが欲しいと交渉したが、UFCから、「ふざけるな。だったらヨソの団体に行け。」「（石井が「このオファーを受けない場合はFAになるのか？」と聞くと、）そうなるだろう」と返答されたことを明かしている。さらに、UFCでは契約で30ヶ月拘束されて半年に1度組まれるかどうか分からない試合ペースとなると明言され、ファイトマネーが低い理由についても「堀口は英語が喋れない」「堀口は知名度が低い」などとUFC陣営から人種的な問題を含めた返答が来たことも明かしている。最終的に、石井は「『マネージメント業界では試合が組まれないことで有名な某アジアMMA団体（※他のマネージメント会社の同等発言からおそらくONE）』は移籍先として論外で、RIZINとBellatorの両団体がUFCをはっきりと上回る条件を出しました。しかし、Bellatorは試合が終わらないと次の試合の交渉もできず、毎年何試合組まれるか分からない問題がある。一方でRIZINは年間の大会予定がほぼ決まっているため「年間5試合ほど試合がしたい」「◯月に試合を組む」などという堀口側の提示した条件も飲んでくれて、柔軟に対応してくれる唯一の団体で対応が素晴らしかった。RIZINさんからのオファーは、これならばFAした甲斐があったと思える内容でした。」と話し、最終的に堀口が条件の良さと「アメリカではなく日本で戦いたい」という理由からRIZINを選んだ。堀口は「お金は問題じゃない。日本に戻ってRIZINで活躍することで日本で若い才能が生まれる土壌を創る。そうやって日本でMMAが成長し続けるよう戦っていきたい」と語った。
4月16日、RIZIN初戦となったRIZIN 2017 in YOKOHAMAでDEEPバンタム級王者の元谷友貴と対戦し、3-0の判定勝ち。
7月30日、RIZIN FIGHTING WORLD GRAND-PRIX 2017 1st ROUND -夏の陣-のバンタム級トーナメント1回戦で所英男と対戦し、長い距離を一気にステップインすると右フックを当てダウンを奪ってから追撃のパウンドでKO勝ち。
12月29日、RIZIN FIGHTING WORLD GRAND-PRIX 2017 2nd ROUNDのバンタム級トーナメント2回戦で無敗の南米3冠王者 ガブリエル・オリベイラと対戦し、左フックでTKO勝ち。
12月31日、RIZIN FIGHTING WORLD GRAND-PRIX 2017 Final ROUNDのバンタム級トーナメント準決勝でマネル・ケイプと対戦し、3Rに肩固めで一本勝ち。
同日、RIZIN WGP決勝戦でPANCRASEバンタム級王者の石渡伸太郎と約4年半ぶりに再戦し、右フックで2RKO勝ち。トーナメント優勝を果たした。
2018年
5月6日、RIZIN.10で元UFCフライ級2位のイアン・マッコールと対戦し、左フックにより試合開始からわずか9秒でKO勝利を収めた。9秒でのKO劇は、2016年にRIZIN.2でチャールズ・クレイジー・ホース・ベネットが木村"フィリップ"ミノルを試合開始7秒でKOしたRIZIN最速記録に次ぐ、歴代2位の記録となっている。
7月29日、RIZIN.11で修斗世界フライ級王者の扇久保博正と約5年ぶりに再戦し、3-0の判定勝ち。
9月30日、RIZIN.13でキックボクシング界軽量級世界No.1選手の那須川天心と人生初のキックボクシングルールで対戦。キックボクシング界・RIZINを代表するスターの那須川と、総合格闘技界・RIZINを代表するスターの堀口が対戦するというドリームファイトが実現。総合格闘技ルールではなく堀口が1度も経験したことがないキックルールになった経緯は、堀口が「総合格闘技ルールだったら僕があっという間に那須川君をKOしてしまい勝負にならないので、那須川君のルールでやった方がいい」と言ってルール面で譲歩したため。試合は那須川の蹴りが堀口の金的に何度も入り堀口が失速するアクシデントがあったが、ハイレベルな攻防が繰り広げられ、一進一退かつ僅差で白熱する展開の末、3R判定負けとなった。

#### RIZIN王座獲得
12月31日、RIZIN.14のRIZIN初代バンタム級王座決定戦でBellator世界バンタム級王者ダリオン・コールドウェルと対戦。コールドウェルのプレッシャーとテイクダウンを前に苦戦を強いられたものの、ローキックやボディへのパンチで試合をコントロールし、3Rにフロントチョークで一本勝ち。初代RIZINバンタム級王者となった。
2019年
4月21日、RIZIN.15で元UFCフライ級8位のベン・ウィンと対戦。ウィンが強引に詰めて来たところへ右のカウンターを合わせてダウンを奪い、立ち上がったウィンに打撃で追い討ちをかけて1RKO勝ち。

#### Bellator世界王座獲得
6月14日、RIZIN経由で、Bellator 222のBellator世界バンタム級タイトルマッチを行い、王者ダリオン・コールドウェルに挑戦。前年大晦日のRIZIN.14以来、約半年ぶりの再戦となった本試合では、堀口はテイクダウンを仕掛けられてもケージにもたれかかり背中をマットに付かせないようにし、コールドウェルに下から細かいパンチをコツコツと当ててポイントを重ね、5R3-0（49–46、49–46、48–47）の判定勝ちで王座獲得に成功。日本人初のBellatorバンタム級王者となった。
8月18日、RIZIN.18で朝倉海と対戦。試合開始直後右ストレートを放ったところに右のカウンターを合わされ、そのまま朝倉のラッシュを止める事が出来ず最後はロープ側でよろめいたところに再び右ストレートを受け1RKO負け。キャリア初のKO負けとなり、4年ぶりの黒星となった。
11月7日、右膝前十字靭帯断裂と半月板損傷により全治10か月と診断されたため手術を行い、朝倉海と再戦予定だったRIZIN.20を欠場。28日にRIZINバンタム級王座とBellator世界バンタム級王座を返上した。
2020年

#### RIZINバンタム級王座奪還
12月31日、約1年4か月ぶりの復帰戦となったRIZIN.26のRIZINバンタム級タイトルマッチで王者朝倉海と再戦。序盤からカーフキックで朝倉の左足にダメージを与え、飛び膝蹴りにカウンターの右を合わせ、さらに右フック2発をヒットさせてダウンを奪い、追撃のパウンドで1RTKO勝ち。王座奪還に成功すると共にリベンジを果たし、第4代RIZINバンタム級王者となった。
2021年
9月10日、自身のSNSにおいてBellatorとの契約を発表。背景にはコロナウイルスの影響で入国制限があり、堀口は日本への入国が不可ゆえに現時点でRIZINへの出場が不可能であることや、試合や日本入国のたびに毎回2週間の隔離処置を受けることなども理由。堀口の声明に合わせてRIZIN代表の榊原信行も声明を発表し、RIZINでも試合のできる2団体間で結ばれた契約であることを記した。
12月3日、Bellator 272のBellator世界バンタム級タイトルマッチで、王者セルジオ・ペティスに挑戦。3Rまでジャッジ3者とも30-27で堀口が全ラウンドでポイントを取って優勢だったが、4Rにペティスが右ハイキックの打ち終わりに繰り出した左バックハンドブローが顎にヒットし逆転KO負け。王座獲得に失敗した。
2022年
4月23日、Bellator 279のBellatorバンタム級ワールドグランプリ1回戦で、バンタム級ランキング2位のパトリック・ミックスと対戦。0-3（ジャッジ3者 47-48）の5R判定負けを喫した。試合後、バンタム級（-61.2kg）の試合で80kg前後から減量して計量後に体重を大きく戻す選手と、数kgの水抜きのみで普段から60kg台前半しかない堀口では当日体重で5-10kg近い体重差があることなどから、「戻し体重でハンデがある」として今後は体重増加を目指し、場合によっては1階級下のフライ級への再転向を視野に入れるとした。
9月25日、約1年9か月振りのRIZIN復帰戦としてRIZIN.38で金太郎と対戦。1Rにローキックに左ストレートを合わされてフラッシュダウンするも、2Rに肩固めによる一本勝ちを収めた。試合後のインタビューで、体重が増えないことから今後はフライ級に階級を下げる事を明かした。
12月31日、RIZIN.40のRIZIN×BELLATOR全面対抗戦・中堅戦でBellator代表としてフライ級契約で扇久保博正と3度目の対戦。フライ級での試合は実に6年振りであったが、扇久保からダウンを奪うなどして3-0の判定勝ちを収めた。
2023年
3月6日、RIZIN.42の対戦カード発表記者会見にて、フライ級転向によりRIZINバンタム級王座の返上を発表。
4月22日、Bellator 295でレイ・ボーグとフライ級で対戦予定だったが、直前で契約体重が変わり約2.3kg重い契約体重での対戦を急遽堀口側が受けなくてはいけない形となり了承するも、さらにボーグが前日計量で契約体重を3.17kgオーバーしたため試合が中止となった。なおボーグはこの体重超過によりBellatorからリリースされ、同時に総合格闘技からも引退した。
7月30日、超RIZIN.2で行われたBellatorパートのセミファイナルとして約6年間負け無しのDEEPフライ級王者の神龍誠と初代Bellator世界フライ級王座決定戦を行うも、1Rに堀口の偶発的なアイポークでノーコンテストとなった。

#### RIZINフライ級王座獲得・2階級制覇
12月31日、RIZIN.45の初代RIZINフライ級王座決定戦で神龍誠と再戦し、2Rリアネイキッドチョークで一本勝ち。RIZIN初代フライ級王者となった。また、RIZIN史上初の2階級制覇王者となった。試合後のマイクパフォーマンスでは、リング上で元RIZINガールの川村那月に公開プロポーズし結婚することになり、2万人を超える観客に祝福された。
2024年
2月6日、元RIZINガールの川村那月との結婚をSNSを通じて報告。
6月9日、RIZIN.47で前Bellatorバンタム級王者のセルジオ・ペティスと再戦し、3-0の判定勝ちを収めてリベンジを果たした。
8月某日、RIZIN公式YouTubeチャンネルの企画で、ジョセフ・グリーンウッドとRIZIN特別ルールで対戦し、2Rに三角絞めでレフェリーストップによる一本勝ちを収めた。
12月31日、RIZIN10度目の大晦日記念大会RIZIN DECADEでRIZINフライ級タイトルマッチを行い、EFC2階級王者のエンカジムーロ・ズールーと対戦。打撃でぐらつかされる場面も見られたが、組みの展開などで優勢となり3-0の判定勝ちを収め、王座防衛に成功した。
2025年
3月30日、UFCと再契約したことを発表。それに伴い、RIZINフライ級王座を返上した。

## 人物・エピソード

### 人物・エピソード
- 釣りが趣味であり、特にルアー釣りが好きとの事。キャンプも趣味であり、一人でキャンプをする事が多いという[58]。
- 幼少の頃から空手をやっていたこともあり、最初は空手などのキック競技が一番強いと思っていた。しかし総合格闘技を見ていると「キックだけでは何でもできる総合格闘技にはやはり勝てない」、「（自分が何でもあり以外の競技をやって）街中で喧嘩して簡単に負けてしまうのも嫌だ」「最強の格闘技は総合格闘技だ」と思うようになったことで、「どうせプロを目指すなら最強の競技をやりたい。それなら最初から"最強の競技"をするべきだ」と考えて総合格闘家になることを決意した[9]。
- 総合格闘家として全局面で圧倒的な強さを誇り、打撃だけでもボクサー・キックボクサーのトップ選手達を圧倒する実力者。この件はキックボクシング軽量級世界No.1選手の那須川天心が語っており、「（他の格闘家たちから堀口さんにまつわる）色んな話を聞いているんですよ。『立ち技格闘技のトップ選手たちが堀口恭司選手のいるジムに行って、みんなボコボコにされている』とか、『堀口恭司は超ヤバい』とか、『（どのボクサー・キックボクサーも）みんな、打撃で堀口の相手にならない』という話。それを本当にたくさんの選手から聞きました。それで自分も堀口さんのジムに行って実際スパーリングをさせてもらったら、「あ、ヤバい…」と。これは色んなメディアで何度も言っていますけど、今までスパーリングをした全選手の中で「あ、ヤバい…」と思った選手は堀口恭司さんだけです」と話している[59]。
- また那須川天心は『今までキックボクシングで戦った対戦相手の中で一番強かった選手は？』という質問に、武尊やロッタン・ジットムアンノンなどの数々のキックボクサーではなく「（総合格闘家の）堀口恭司選手です」と答えている[60]
- 那須川天心と堀口は2021年に堀口のYouTubeチャンネルにて腕相撲でも勝負しており、「那須川の利き手である左手で勝負する」という那須川有利のハンデマッチだったが、堀口が約1秒で圧勝した。
- 尊敬する選手には師の山本"KID"徳郁を挙げており、山本が自身よりも大きい選手をKOする姿に憧れたという[61]。UFCの中で好きな選手にはケイン・ヴェラスケスを挙げている[62]。
- 総合格闘技における歴代パウンド・フォー・パウンド最強の選手としてジョン・ジョーンズ、デメトリアス・ジョンソン、ハビブ・ヌルマゴメドフ、ダニエル・コーミエ、また自身の師である山本"KID"徳郁を挙げている[63]。
- 2016年にアメリカ合衆国に移住しているが、移住後は所属するジム「アメリカン・トップチーム」の2階にある短期滞在用の宿泊部屋に住み込んで1階のジムと2階を行き来して練習の繰り返し、というストイックな合宿生活を約4年間送っていた。それを見ていたジムのオーナーが堀口の全てを捧げて格闘技に取り組む姿勢に感銘を受け、2階にある選手が練習後にくつろぐスペースを「ホリグチホール」と名付けている[64]。

### 密着動画・公式出演番組
- RIZIN公式ch、堀口恭司の密着動画『RIZIN CONFESSIONS』（2018）[映像 1]
- RIZIN公式ch、堀口恭司の密着動画『Preparation』（2023）[映像 2]
- RIZIN公式ch、RIZIN CEO榊原の生放送トーク番組 ゲスト：堀口恭司・武田光司・久保優太（2023）[映像 3]
- RIZIN公式ch、RIZIN CEO榊原の生放送トーク番組 ゲスト：堀口恭司・川村那月（2024）[映像 4]
- RIZIN公式ch、堀口の自宅・練習環境『榊原信行のアポ無し突撃訪問 - 堀口恭司 in アメリカ』（2021）[映像 5]
- RIZIN公式ch、堀口恭司✕川村那月✕浜崎朱加 釣り対決 (前編)『RIZIN OUTDOOR』（2021）[映像 6]
- RIZIN公式ch、堀口恭司✕川村那月✕浜崎朱加 釣り対決 (後編)『RIZIN OUTDOOR』（2021）[映像 7]
- RIZIN公式ch、堀口恭司✕川村那月✕浜崎朱加 焚き火トーク『RIZIN OUTDOOR』（2021）[映像 8]
- RIZIN公式ch、RIZIN.42 事前特番 ゲスト：堀口恭司・金太郎（2023）[映像 9]
- RIZIN公式ch、堀口恭司フィニッシュシーン総集編『All Finishes of Kyoji Horiguchi』（2022）[映像 10]

## 戦績

### プロ総合格闘技
| 総合格闘技 戦績 | 総合格闘技 戦績 | 総合格闘技 戦績 | 総合格闘技 戦績 | 総合格闘技 戦績 | 総合格闘技 戦績 | 総合格闘技 戦績 |
| --------------- | --------------- | --------------- | --------------- | --------------- | --------------- | --------------- |
| 40 試合         | (T)KO           | 一本            | 判定            | その他          | 引き分け        | 無効試合        |
| 34 勝           | 15              | 5               | 14              | 0               | 0               | 1               |
| 5 敗            | 2               | 1               | 2               | 0               | 0               | 1               |

| 勝敗 | 対戦相手                 | 試合結果                                            | 大会名                                                                                   | 開催年月日     |
| ○    | エンカジムーロ・ズールー | 5分3R終了 判定3-0                                   | RIZIN.49 【RIZINフライ級タイトルマッチ】                                                 | 2024年12月31日 |
| ○    | セルジオ・ペティス       | 5分3R終了 判定3-0                                   | RIZIN.47                                                                                 | 2024年6月9日   |
| ○    | 神龍誠                   | 2R 3:44 リアネイキッドチョーク                      | RIZIN.45 【RIZINフライ級王座決定戦】                                                     | 2023年12月31日 |
| ー   | 神龍誠                   | 1R 0:25 無効試合（偶発的なアイポーク）              | 超RIZIN.2 【Bellator世界フライ級王座決定戦】                                             | 2023年7月30日  |
| ○    | 扇久保博正               | 5分3R終了 判定3-0                                   | RIZIN.40 【RIZIN×BELLATOR全面対抗戦 中堅戦】                                             | 2022年12月31日 |
| ○    | 金太郎                   | 2R 2:59 肩固め                                      | RIZIN.38                                                                                 | 2022年9月25日  |
| ×    | パトリック・ミックス     | 5分5R終了 判定0-3                                   | Bellator 279: Cyborg vs. Blencowe 2 【Bellatorバンタム級ワールドグランプリ1回戦】        | 2022年4月23日  |
| ×    | セルジオ・ペティス       | 4R 3:24 KO（左バックハンドブロー）                  | Bellator 272: Pettis vs. Horiguchi 【Bellator世界バンタム級タイトルマッチ】              | 2021年12月3日  |
| ○    | 朝倉海                   | 1R 2:48 TKO（右フック→パウンド）                    | RIZIN.26 【RIZINバンタム級タイトルマッチ】                                               | 2020年12月31日 |
| ×    | 朝倉海                   | 1R 1:08 KO（右ストレート）                          | RIZIN.18                                                                                 | 2019年8月18日  |
| ○    | ダリオン・コールドウェル | 5分5R終了 判定3-0                                   | Bellator 222: Machida vs. Sonnen 【Bellator世界バンタム級タイトルマッチ】                | 2019年6月14日  |
| ○    | ベン・ウィン             | 1R 2:53 KO（スタンドパンチ連打）                    | RIZIN.15                                                                                 | 2019年4月21日  |
| ○    | ダリオン・コールドウェル | 3R 1:13 フロントチョーク                            | RIZIN.14 【RIZIN初代バンタム級王座決定戦】                                               | 2018年12月31日 |
| ○    | 扇久保博正               | 2R（10分/5分）終了 判定3-0                          | RIZIN.11                                                                                 | 2018年7月29日  |
| ○    | イアン・マッコール       | 1R 0:09 KO（左フック）                              | RIZIN.10                                                                                 | 2018年5月6日   |
| ○    | 石渡伸太郎               | 2R 0:11 KO（右フック）                              | RIZIN FIGHTING WORLD GRAND-PRIX 2017 Final ROUND 【バンタム級トーナメント 決勝】         | 2017年12月31日 |
| ○    | マネル・ケイプ           | 3R 4:27 肩固め                                      | RIZIN FIGHTING WORLD GRAND-PRIX 2017 Final ROUND 【バンタム級トーナメント 準決勝】       | 2017年12月31日 |
| ○    | ガブリエル・オリベイラ   | 1R 4:13 TKO（左フック）                             | RIZIN FIGHTING WORLD GRAND-PRIX 2017 2nd ROUND 【バンタム級トーナメント 2回戦】          | 2017年12月29日 |
| ○    | 所英男                   | 1R 1:41 KO（右フック→パウンド）                     | RIZIN FIGHTING WORLD GRAND-PRIX 2017 1st ROUND -夏の陣- 【バンタム級トーナメント 1回戦】 | 2017年7月30日  |
| ○    | 元谷友貴                 | 2R（10分/5分）終了 判定3-0                          | RIZIN 2017 in YOKOHAMA -SAKURA-                                                          | 2017年4月16日  |
| ○    | アリ・バガウティノフ     | 5分3R終了 判定3-0                                   | UFC Fight Night: Mousasi vs. Hall 2                                                      | 2016年11月19日 |
| ○    | ニール・シーリー         | 5分3R終了 判定3-0                                   | UFC Fight Night: Overeem vs. Arlovski                                                    | 2016年5月8日   |
| ○    | チコ・ケイミュス         | 5分3R終了 判定3-0                                   | UFC Fight Night: Barnett vs. Nelson                                                      | 2015年9月27日  |
| ×    | デメトリアス・ジョンソン | 5R 4:59 腕ひしぎ十字固め                            | UFC 186: Johnson vs. Horiguchi 【UFC世界フライ級タイトルマッチ】                         | 2015年4月25日  |
| ○    | ルイス・ゴーディノ       | 5分3R終了 判定3-0                                   | UFC 182: Jones vs. Cormier                                                               | 2015年1月3日   |
| ○    | ジョン・デロス・レイエス | 1R 3:48 TKO（パウンド）                             | UFC Fight Night: Hunt vs. Nelson                                                         | 2014年9月20日  |
| ○    | ダレル・モンタギュー     | 5分3R終了 判定3-0                                   | UFC Fight Night: Brown vs. Silva                                                         | 2014年5月10日  |
| ○    | ダスティン・ペイグ       | 2R 3:51 TKO（パウンド）                             | UFC 166: Velasquez vs. dos Santos 3                                                      | 2013年10月19日 |
| ○    | 石渡伸太郎               | 5R 0:41 KO（スタンドパンチ連打）                    | VTJ 2nd                                                                                  | 2013年6月22日  |
| ○    | 扇久保博正               | 2R 1:35 スリーパーホールド                          | 修斗 2013年第2戦 【修斗世界フェザー級チャンピオンシップ】                                | 2013年3月16日  |
| ○    | イアン・ラブランド       | 5分3R終了 判定3-0                                   | VTJ 1st                                                                                  | 2012年12月24日 |
| ○    | 井上学                   | 5分3R終了 判定3-0                                   | 修斗                                                                                     | 2012年7月16日  |
| ○    | 徹肌ィ郎                 | 1R 2:06 KO（パウンド）                              | 修斗                                                                                     | 2012年3月10日  |
| ×    | 上田将勝                 | 5分3R終了 判定0-2                                   | 修斗 サバイバートーナメント決勝                                                          | 2012年1月8日   |
| ○    | 直撃我聞                 | 2R 3:26 TKO（右ストレート→パウンド）                | 修斗 SHOOTOR'S LEGACY 04                                                                 | 2011年9月23日  |
| ○    | 根津優太                 | 1R 3:17 KO（右ストレート）                          | 修斗 SHOOTOR'S LEGACY 03                                                                 | 2011年7月18日  |
| ○    | 細井鷹飛呂               | 1R 1:06 KO（右フック）                              | 修斗伝承 2011                                                                            | 2011年4月29日  |
| ○    | 赤尾セイジ               | 2R 0:43 KO（スタンドパンチ連打）                    | 修斗 THE ROOKIE TOURNAMENT 10 FINAL 【新人王決定トーナメント フェザー級 決勝】           | 2010年12月18日 |
| ○    | 石橋佳大                 | 1R 2:23 TKO（レフェリーストップ：眼窩底骨折の疑い） | 修斗 SHOOTO GIG TOKYO Vol.5 【新人王決定トーナメント フェザー級 準決勝】                 | 2010年8月7日   |
| ○    | 川名蘭輝                 | 5分2R終了 判定3-0                                   | 修斗 龍争虎闘 Vol.3 【新人王決定トーナメント フェザー級 2回戦】                          | 2010年5月9日   |

### アマチュア総合格闘技
| 勝敗 | 対戦相手   | 試合結果                          | 大会名                                                              | 開催年月日     |
| ○    | 佐久間健太 | 3分2R終了 40-32                   | 第6回東日本アマチュア修斗オープントーナメント 【フェザー級 決勝】   | 2009年12月20日 |
| ○    | 河合直紀   | 1R 2:08 TKO（レフェリーストップ） | 第6回東日本アマチュア修斗オープントーナメント 【フェザー級 準決勝】 | 2009年12月20日 |
| ○    | 桑原悠     | 4分1R終了 20-16                   | 第6回東日本アマチュア修斗オープントーナメント 【フェザー級 3回戦】  | 2009年12月20日 |
| ○    | 魚井守     | 1R 0:25 TKO                       | 第6回東日本アマチュア修斗オープントーナメント 【フェザー級 2回戦】  | 2009年12月20日 |
| ○    | 内藤頌貴   | 4分1R終了 19-17                   | 第6回東日本アマチュア修斗オープントーナメント 【フェザー級 1回戦】  | 2009年12月20日 |

### YouTube企画（総合格闘技）
| 勝敗 | 対戦相手                 | 試合結果         | 大会名                            | 開催年月日    |
| ○    | ジョセフ・グリーンウッド | 2R 0:28 三角絞め | JOY RIZINアンバサダーへの道 第1話 | 2024年8月14日 |

### プロキックボクシング
| キックボクシング 戦績 | キックボクシング 戦績 | キックボクシング 戦績 | キックボクシング 戦績 | キックボクシング 戦績 | キックボクシング 戦績 | キックボクシング 戦績 |
| --------------------- | --------------------- | --------------------- | --------------------- | --------------------- | --------------------- | --------------------- |
| 1 試合                | (T)KO                 | 判定                  | その他                | 引き分け              | 無効試合              |                       |
| 0 勝                  | 0                     | 0                     | 0                     | 0                     | 0                     |                       |
| 1 敗                  | 0                     | 1                     | 0                     | 0                     | 0                     |                       |

| 勝敗 | 対戦相手   | 試合結果       | 大会名   | 開催年月日    |
| ×    | 那須川天心 | 3R終了 判定0-3 | RIZIN.13 | 2018年9月30日 |

## 獲得タイトル
- 第6回東日本アマチュア修斗オープントーナメント フェザー級 優勝
- 修斗フェザー級新人王
- 修斗世界フェザー級王座（防衛0=返上）
- Bellator世界バンタム級王座（防衛0=返上）
- RIZINバンタム級王座（1期目: 防衛0=返上、2期目: 防衛0=返上）
- RIZINフライ級王座（防衛1=返上）
- RIZIN WORLD FIGHTING GRAND-PRIX バンタム級トーナメント 優勝

## 表彰
- 修斗 新人王MVP（2010年）[11]
- 日刊バトル大賞 MVP・年間最高試合（ダリオン・コールドウェル戦）（2018年）[65]

## 入場曲
- Run This Town（Jay-Z feat. Kanye West & Rihanna）
- My Time（Fabolous ft. Jeremih）

## 出演
- 行列のできる法律相談所（2021年2月21日、日本テレビ）[66]
- 人志松本の酒のツマミになる話（2022年11月4日[67]・2023年8月25日[68]、フジテレビ）

### 試合映像
1. ↑  『【試合映像】堀口恭司 vs. 元谷友貴 / Kyoji Horiguchi vs. Yuki Motoya - 4/16/2017』RIZIN公式YouTubeチャンネル、2017年。
2. ↑  『【試合映像】堀口恭司 vs. 所英男 / Kyoji Horiguchi vs. Hideo Tokoro - 7/30/2017』RIZIN公式YouTubeチャンネル、2017年。
3. ↑  『【試合映像】堀口恭司 vs. ガブリエル・オリベイラ / Kyoji Horiguchi vs. Gabriel Oliveira - 12/29/2017』RIZIN公式YouTubeチャンネル、2017年。
4. ↑  『【試合映像】マネル・ケイプ vs. 堀口恭司 / Manel Kape vs. Kyoji Horiguchi - 12/31/2017』RIZIN公式YouTubeチャンネル、2017年。
5. ↑  『【試合映像】堀口恭司 vs. 石渡伸太郎 / Kyoji Horiguchi vs. Shintaro Ishiwatari - 12/31/2017』RIZIN公式YouTubeチャンネル、2017年。
6. ↑  『【試合映像】堀口恭司 vs. イアン・マッコール / Kyoji Horiguchi vs. Ian McCall - RIZIN.10』RIZIN公式YouTubeチャンネル、2018年。
7. ↑  『【試合映像】堀口恭司 vs. 扇久保博正 / Kyoji Horiguchi vs. Hiromasa Ougikubo - RIZIN.11』RIZIN公式YouTubeチャンネル、2018年。
8. ↑  『【試合映像】Full Fight | 那須川天心 vs. 堀口恭司 / Tenshin Nasukawa vs. Kyoji Horiguchi - RIZIN.13』RIZIN公式YouTubeチャンネル、2018年。
9. ↑  『【試合映像】堀口恭司 vs. ダリオン・コールドウェル / Kyoji Horiguchi vs. Darrion Caldwell - RIZIN.14』RIZIN公式YouTubeチャンネル、2019年。
10. ↑  『【試合映像】堀口恭司 vs. ベン・ウィン / Kyoji Horiguchi vs. Ben Nguyen - RIZIN.15』RIZIN公式YouTubeチャンネル、2019年。
11. ↑  『【試合映像】堀口恭司 vs. 朝倉海 / Kyoji Horiguchi vs. Kai Asakura - RIZIN.18』RIZIN公式YouTubeチャンネル、2019年。
12. ↑  『【試合映像】朝倉海 vs. 堀口恭司 2 / Kai Asakura vs. Kyoji Horiguchi 2 - RIZIN.26』RIZIN公式YouTubeチャンネル、2020年。
13. ↑  『【試合映像】堀口恭司 vs. 金太郎 / Kyoji Horiguchi vs. Kintaro - RIZIN.38』RIZIN公式YouTubeチャンネル、2022年。
14. ↑  『【試合映像】扇久保博正 vs. 堀口恭司 3 / Hiromasa Ougikubo vs. Kyoji Horiguchi 3 - RIZIN.40』RIZIN公式YouTubeチャンネル、2022年。
15. ↑  『【試合映像】堀口恭司 vs. 神龍誠 / Kyoji Horiguchi vs. Makoto Shinryu - RIZIN.45』RIZIN公式YouTubeチャンネル、2023年。
16. ↑  『【試合映像】堀口恭司 vs. セルジオ・ペティス / Kyoji Horiguchi vs. Sergio Pettis - RIZIN.47』RIZIN公式YouTubeチャンネル、2024年。
17. ↑  『JOY RIZINアンバサダーへの道 第一話』RIZIN公式YouTubeチャンネル、2024年。
18. ↑  『JOY RIZINアンバサダーへの道 第1話』RIZIN公式YouTubeチャンネル、2024年。

### 補足映像
1. 1 2  『【番組】RIZIN CONFESSIONS #1（※試合映像＆堀口恭司と石渡伸太郎によるRIZIN WGP 2017 準々決勝・準決勝の振り返りドキュメンタリー番組）』RIZIN公式YouTubeチャンネル、2017年。
2. ↑  『【番組】RIZIN CONFESSIONS #2（※試合映像＆堀口恭司と石渡伸太郎によるRIZIN WGP 2017 決勝戦の振り返りドキュメンタリー番組）』RIZIN公式YouTubeチャンネル、2017年。
3. ↑  『【番組】RIZIN CONFESSIONS #12（※試合映像＆堀口恭司とイアン・マッコールによる試合振り返りドキュメンタリー番組）』RIZIN公式YouTubeチャンネル、2018年。
4. ↑  『【番組】RIZIN CONFESSIONS #20（※試合映像＆堀口恭司と扇久保博正による試合振り返りドキュメンタリー番組）』RIZIN公式YouTubeチャンネル、2018年。
5. ↑  『【番組】RIZIN CONFESSIONS #23（※試合映像＆那須川天心と堀口恭司による試合後の振り返りドキュメンタリー番組）』RIZIN公式YouTubeチャンネル、2018年。
6. ↑  『RIZIN.13 一夜明け会見』RIZIN公式YouTubeチャンネル、2018年。
7. ↑  『【番組】RIZIN CONFESSIONS #21（※大会直前映像。那須川天心と堀口恭司がお互いを語る。この試合に向けた練習風景や対策映像。静かにお互いを煽り合う、ドキュメンタリー番組。【その1】）』RIZIN公式YouTubeチャンネル、2018年。
8. ↑  『【番組】RIZIN CONFESSIONS #22（※大会直前映像。那須川天心と堀口恭司がお互いを語る。この試合に向けた練習風景や対策映像。静かにお互いを煽り合う、ドキュメンタリー番組。【その2】）』RIZIN公式YouTubeチャンネル、2018年。
9. ↑  『【番組】RIZIN CONFESSIONS #29（※試合映像＆堀口恭司とダリオン・コールドウェルによる試合振り返りドキュメンタリー番組）』RIZIN公式YouTubeチャンネル、2018年。
10. ↑  『【番組】RIZIN CONFESSIONS #35（※試合映像＆堀口恭司によるベン・ウィン戦の試合振り返りドキュメンタリー番組）』RIZIN公式YouTubeチャンネル、2019年。
11. ↑  『【番組】RIZIN CONFESSIONS #47（※試合映像＆朝倉海と堀口恭司による試合振り返りドキュメンタリー番組）』RIZIN公式YouTubeチャンネル、2018年。
12. ↑  『【番組】RIZIN CONFESSIONS #65（※試合映像＆堀口恭司と朝倉海による試合振り返りドキュメンタリー番組）』RIZIN公式YouTubeチャンネル、2020年。
13. ↑  『【番組】RIZIN CONFESSIONS #60（※大会直前動画。堀口恭司と朝倉海による、試合前の練習風景や対策。お互いを語り合うドキュメンタリー番組）』RIZIN公式YouTubeチャンネル、2020年。
14. ↑  『【番組】RIZIN CONFESSIONS #106（※試合映像＆堀口恭司と金太郎による試合振り返りドキュメンタリー番組）』RIZIN公式YouTubeチャンネル、2022年。
15. ↑  『【番組】RIZIN CONFESSIONS #114（※試合映像＆堀口恭司と扇久保博正による試合振り返りドキュメンタリー番組）』RIZIN公式YouTubeチャンネル、2022年。
16. ↑  『【番組】RIZIN CONFESSIONS #141（※試合映像＆堀口恭司と神龍誠による試合振り返りドキュメンタリー番組）』RIZIN公式YouTubeチャンネル、2023年。
17. ↑  『【番組】RIZIN CONFESSIONS #153（※番組内で試合映像＆堀口恭司とセルジオ・ペティスによる試合振り返りドキュメンタリー番組）』2024年。

### 映像資料
1. ↑  『【番組】RIZIN CONFESSIONS #10（※堀口恭司の人物像・過去の掘り下げ。堀口の父と母のインタビュー、他。ドキュメンタリー番組）』RIZIN公式YouTubeチャンネル、2018年。
2. ↑  『【密着】Preparation ｜ 堀口恭司 / Kyoji Horiguchi』RIZIN公式YouTubeチャンネル、2023年。
3. ↑  『【出張版】榊󠄀原社長に呼び出されました 2023 → ゲスト：堀口恭司・武田光司・久保優太』RIZIN公式YouTubeチャンネル、2023年。
4. ↑  『【番組】榊󠄀原社長に呼び出されました 2024 → ゲスト：堀口恭司』RIZIN公式YouTubeチャンネル、2024年。
5. ↑  『【RIZIN特別企画】堀口恭司ドッキリ in アメリカ！榊󠄀原社長のアポなし突撃訪問』RIZIN公式YouTubeチャンネル、2022年。
6. ↑  『【RIZINアウトドア】王者同士の無差別級釣り対決＃1（堀口恭司vs浜崎朱加＆川村那月）』RIZIN公式YouTubeチャンネル、2022年。
7. ↑  『【RIZINアウトドア】王者同士の無差別級釣り対決＃2（堀口恭司vs浜崎朱加＆川村那月）』RIZIN公式YouTubeチャンネル、2021年。
8. ↑  『【RIZINアウトドア】王者同士の焚火トーク（堀口恭司＆浜崎朱加＆川村那月）』RIZIN公式YouTubeチャンネル、2021年。
9. ↑   (日本語) 【直前特番】RIZIN.42 徹底討論 / ゲスト：堀口恭司＆金太郎 2024年2月26日閲覧。
10. ↑  『【堀口恭司 フィニッシュ集】All Finishes of Kyoji Horiguchi』RIZIN公式YouTubeチャンネル、2022年。